# Malthodes marginatus
Malthodes marginatus (лат.) — вид жуков-мягкотелок из подсемейства Malthininae.
Имаго длиной 4—5,5 мм. Голова и переднеспинка чёрные; переднеспинка на переднем и заднем краях рыже-жёлтая, иногда светлая с крестовидными узорами. Надкрылья серо-бурые с жёлтым вершинным пятном.
Жуки характеризуются следующими признаками: 1) предпоследний брюшной тергит самца у основания в вершину занимает более половины третьего от конца и на задней стороне закруглён; 2) последний брюшной тергит маленький и короткий, не выемчатый.

## Синонимы
В синонимику вида входят следующие биномены:
- Malthinus marginatus Latreille, 1806basionym
- Telephorus biguttatus Olivier, 1790
- Malthodes constricta Fiori, 1905
- Malthinus nigricollis Stephens, 1830